# Gemeine Schlammschnecke
Die Gemeine Schlammschnecke, auch Eiförmige Schlammschnecke (Ampullaceana balthica), ist eine europäische Wasserlungenschnecke aus der Familie der Schlammschnecken (Lymnaeidae). Die Art erscheint in der Literatur unter verschiedenen wissenschaftlichen Namen, traditionell häufig als Radix ovata.

## Merkmale
Das Gehäuse ist rechtsgewunden und eiförmig (daher auch der zweite Name: Eiförmige Schlammschnecke). Das Gewinde ist klein, die Mündung ist eiförmig erweitert. Die 4–4,5 Windungen nehmen rasch aber relativ gleichförmige an Höhe und Breite zu. Die Außenlinie ist leicht konvex. Es ist hellbraun bis gelboliv gefärbt. Die Gehäuseform zeigt eine große innerartliche Variabilität. Die Schale ist dünn, der dunkel gefleckte Körper des Tieres scheint durch die Schale durch. Die Länge des Gehäuses beträgt etwa 20–25 mm, die Breite 14–17 mm und die Mündung ist bis 19 mm hoch.

## Lebensweise
Vermehrung: Die Tiere sind wie alle Vertreter der Schlammschnecken Zwitter, besitzen aber getrennte Geschlechtsöffnungen. Die Eier werden in gallertigen Schnüren an Hartsubstrat, Steinen, Holz oder Wasserpflanzen abgelegt. Die Entwicklung erfolgt über dotterreiche Eier, aus denen fertige kleine Tierchen schlüpfen. Die Tiere werden etwa 1 Jahr alt. Die Kopulation und Eiablage erfolgt ab März.
Respiration: Durch Bewegungen der Mantelmuskeln können die Tiere ihre Dichte verändern und schnell an die Wasseroberfläche steigen oder sich auch rasch absinken lassen.

## Vorkommen und Verbreitung
Die Art ist in Europa seit dem Pleistozän nachgewiesen. Sie lebt in Altwässern, Bächen, langsam fließenden Bereichen von Flüssen und in Seen. Sie lebt in erster Linie von Grünalgen, Diatomeen und Detritus. In den Alpen kommt sie auf bis 2800 m Höhe vor. Sie ist paläarktisch verbreitet und kommt sogar auf Island vor, fehlt aber in Südspanien und Südgriechenland. Sie ist in den geeigneten Habitaten recht häufig. 

## Ähnliche Arten
Die Ohrschlammschnecke (Radix auricularia), sowie Ampullaceana ampla und Ampullaceana lagotis können A. balthica schalenmorphologisch sehr ähnlich sein. Eine Unterscheidung ist nur unter Einbeziehung genitalmorphologischer Merkmale, Gehäuseform und der Mantelfärbung möglich.